# Деградация городской среды

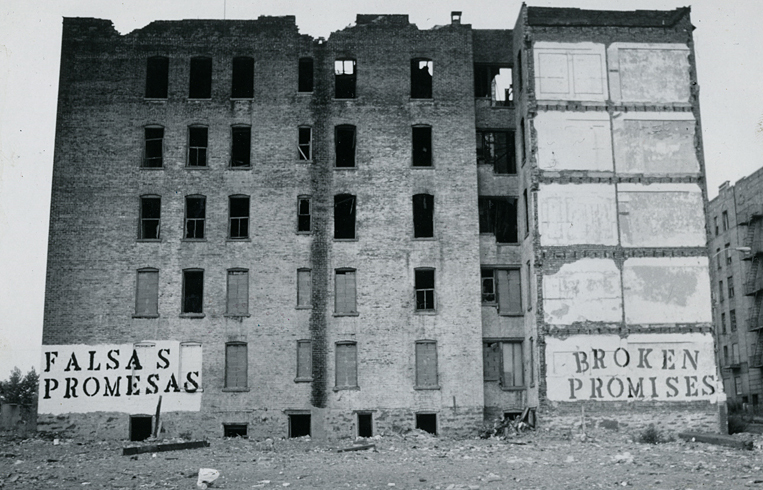
Южный Бронкс в 1980 году

Деградация городской среды (англ. urban decay) — упадок успешного в прошлом города или городского района, который проявляется в оттоке населения, запустении объектов инфраструктуры, разрушении отдельных зданий, банкротстве ключевых предприятий и деиндустриализации, высоком уровне безработицы, разгуле преступности, обилии мусора и граффити.
Тема деградации городов возникла в урбанистике в 1970-е гг. в связи с деиндустриализацией многих западных городов, выросших на волне Промышленной революции. Проблема деградации остро стояла для Рурской области, для старых индустриальных центров Великобритании (Глазго, Манчестер, Шеффилд), для Филадельфии и городов «ржавого пояса» США.
В развитых странах для депрессивных городов и районов характерны убыль населения, падение цен на ветшающую недвижимость и рурализация (часто в форме бегства белых). Примером может служить центр американского автомобилестроения Детройт (см. упадок Детройта, банкротство Детройта). В странах третьего мира деградация часто проявляется в превращении благополучных прежде «спальных районов» в трущобы с тяжёлой криминогенной обстановкой и сопутствующими социальными болезнями (наркомания, проституция и т. д.).
Города с нисходящими тенденциями городского развития в урбанистике часто именуются «убывающими» (shrinking cities) или депрессивными. Наиболее тяжело переживают деградацию городской среды малые и монопрофильные города, у которых гораздо меньше возможностей диверсификации, чем у мегаполисов. Жители деградирующих городов оказываются в ситуации каждодневного стресса, вызванного психологической травмой проживания среди руин, разбитых дорог и заросших травой пустырей (см. психогеография).
При определённых обстоятельствах упадочные урбанистические пейзажи становятся вдохновляющими объектами для созерцания, культурных исследований и различных форм искусства, а также питательной средой для субкультурных течений (в основном молодежного характера).
Социально-экономические причины деградации городов многообразны — от изменения транспортных путей до неконтролируемого наплыва малообразованных мигрантов. Отсутствие внимания к проблемам таких территорий нередко выливается в масштабные акции протеста (как, например, «война пригородов» во Франции начала XXI века).
В России проблемы деградации городов, особенно с градообразующими предприятиями, стали исследоваться только в начале 1990-х гг. Федеральная программа «Возрождение и развитие малых городов России» выявила 192 стагнирующих и 20 «умирающих» городов, причём почти все «умирающие» города были локализованы в европейской части России. В течение XXI века эти тенденции только обострились: к примеру, за первые 20 лет века население Великих Лук сократилось на четверть.
Наиболее действенным «лекарством» от деградации городов считается ревитализация, включающая перепрофилирование и переселение жителей депрессивных районов. В рамках ревитализации в Западной Европе были снесены целые районы безликих бетонных кварталов, построенные на волне урбанизма середины XX века. Для подобных мероприятий обычно требуются значительные инвестиции, которые депрессивным городам сложно привлечь без дополнительного стимулирования со стороны правительства.
В крупных городах ревитализация часто сопровождается привлечением в проблемный район состоятельных жителей — джентрификацией. В последние десятилетия XX века джентрификации подверглись неблагополучные районы Барселоны и Роттердама, Восточный Лондон, парижский квартал Марэ.

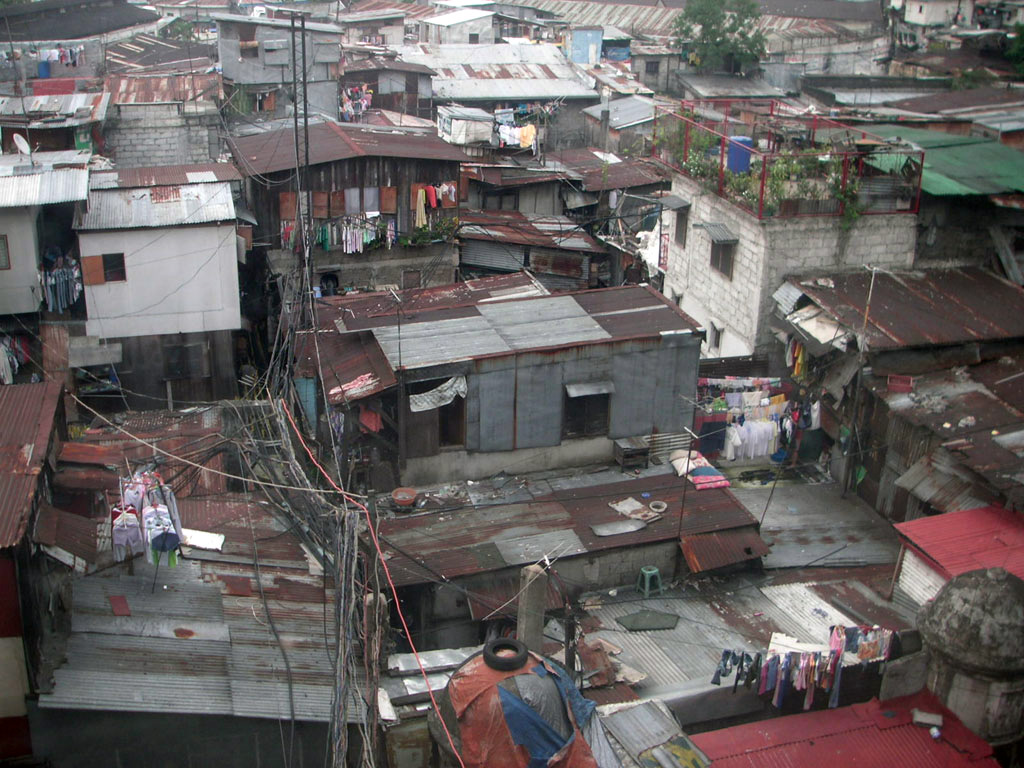
Трущобы Манилы
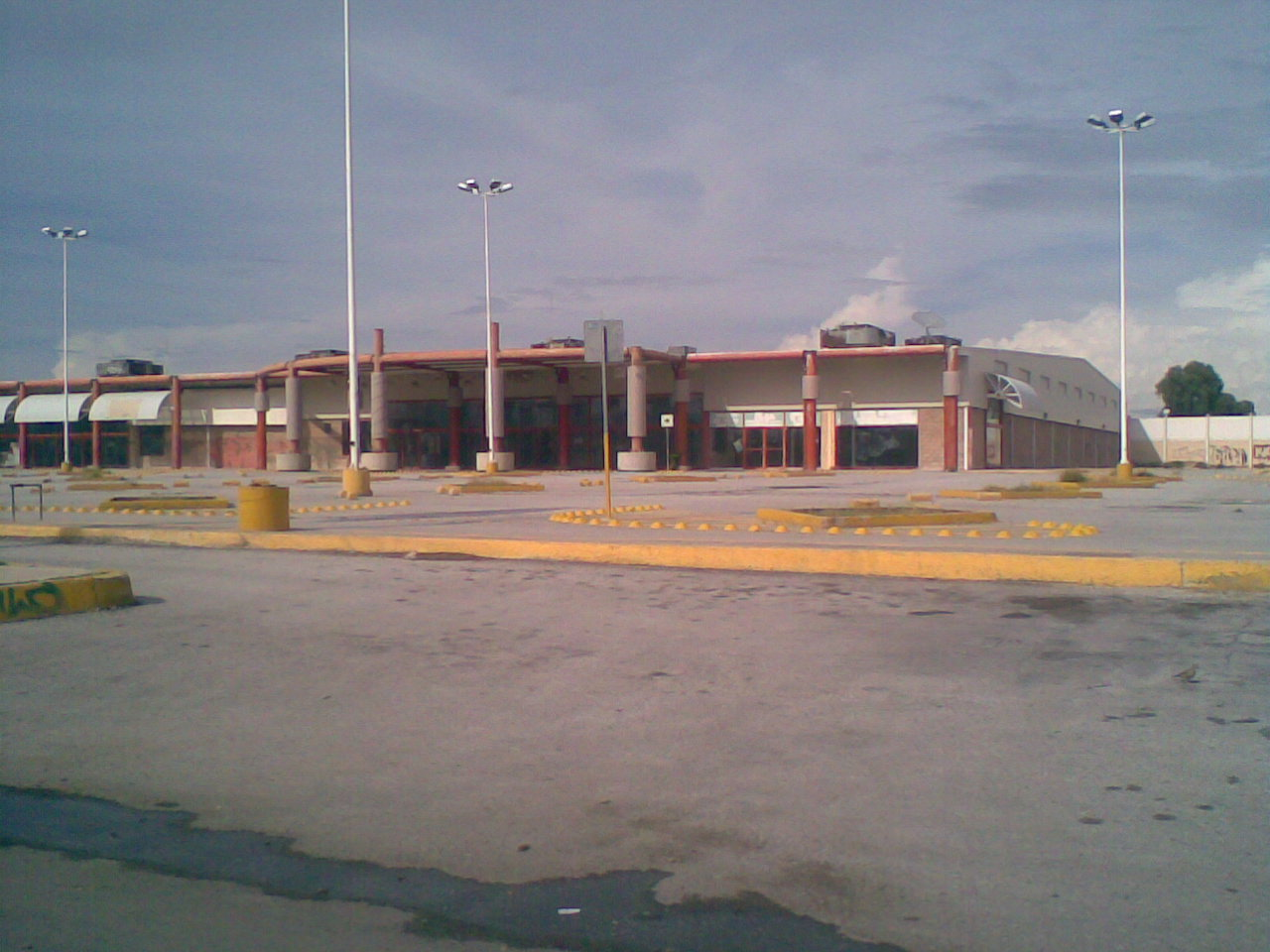
Мёртвый торговый центр в Мексике
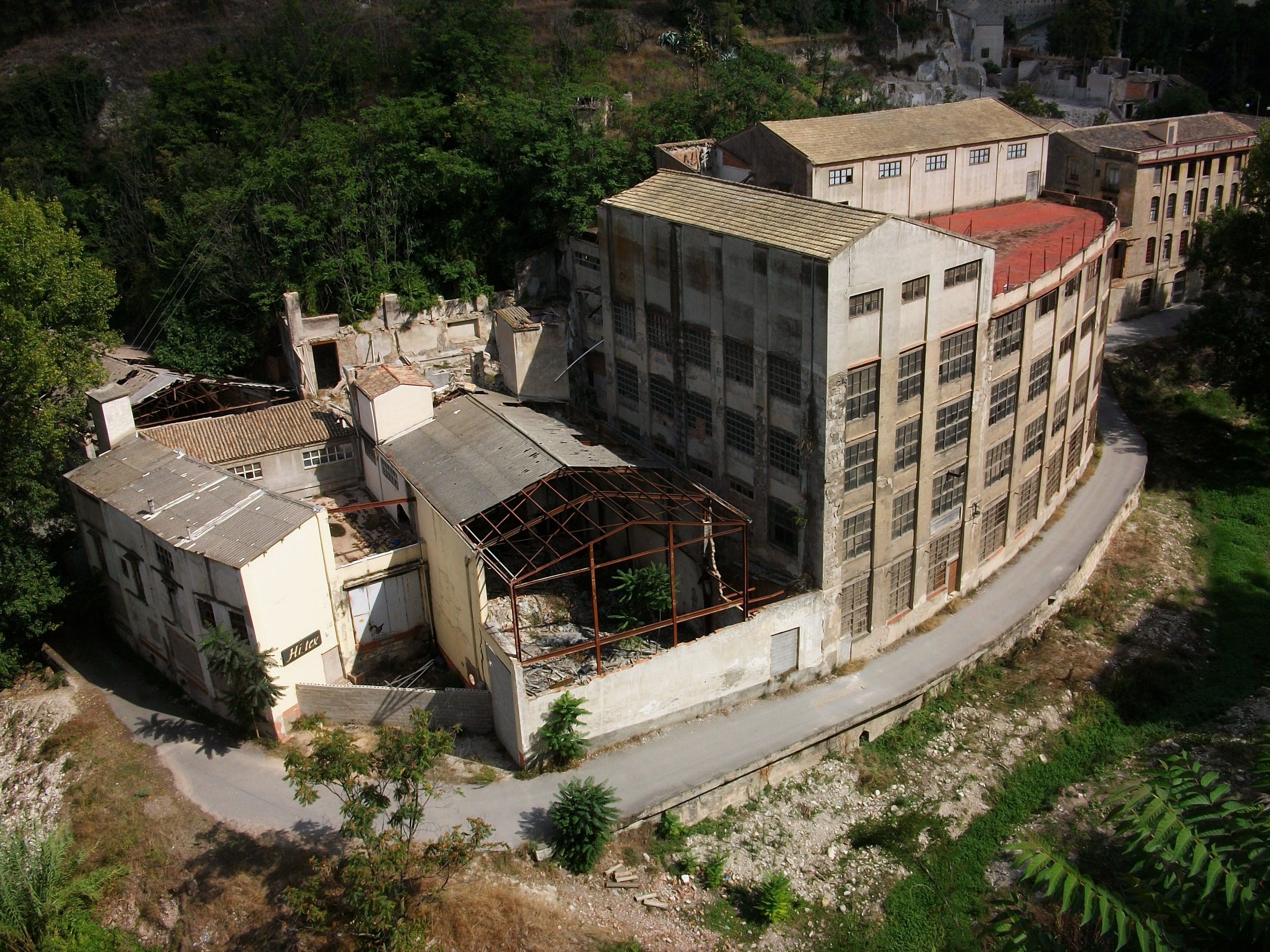
Закрывшаяся фабрика в Испании
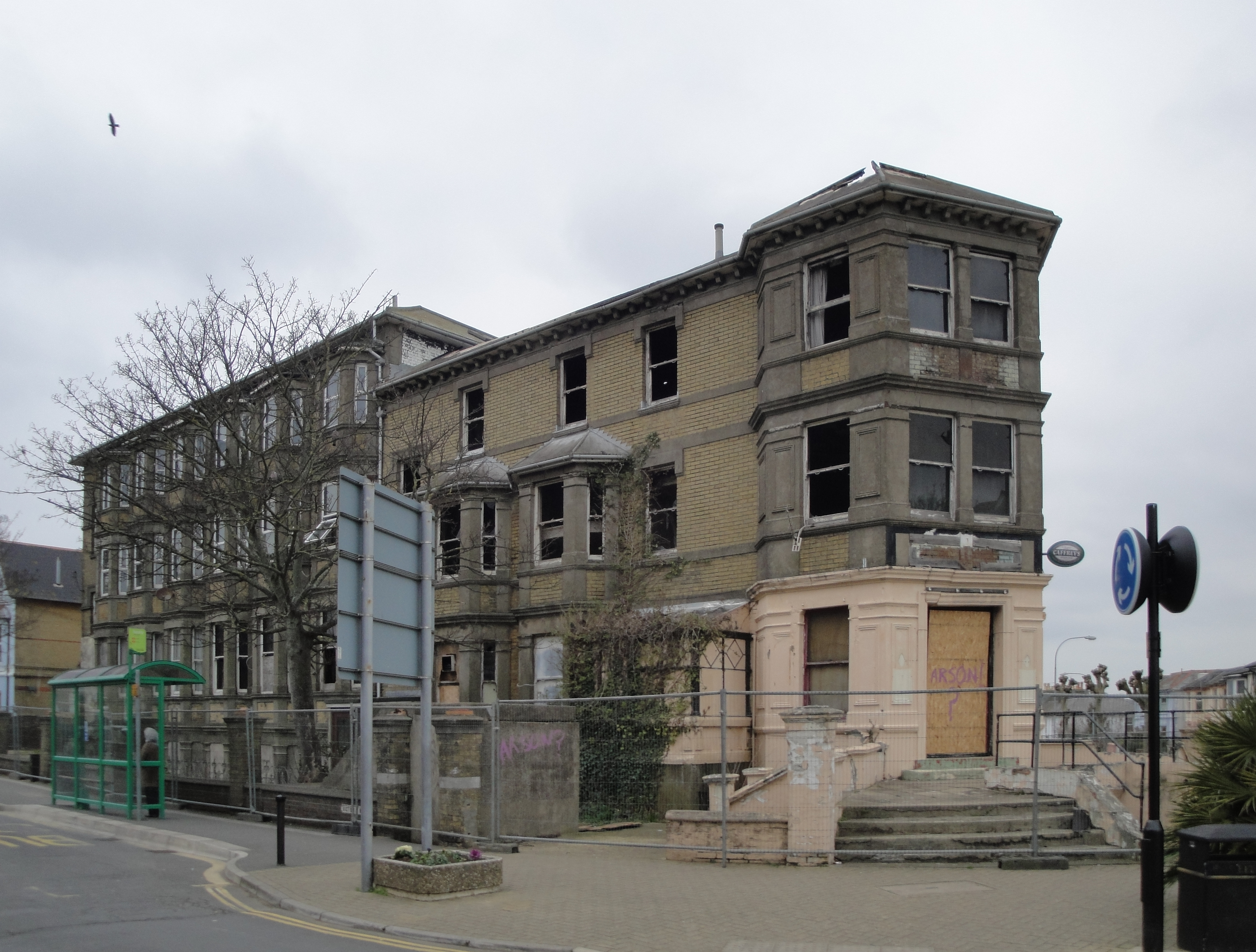
Сандаун — потерявший популярность курорт на острове Уайт
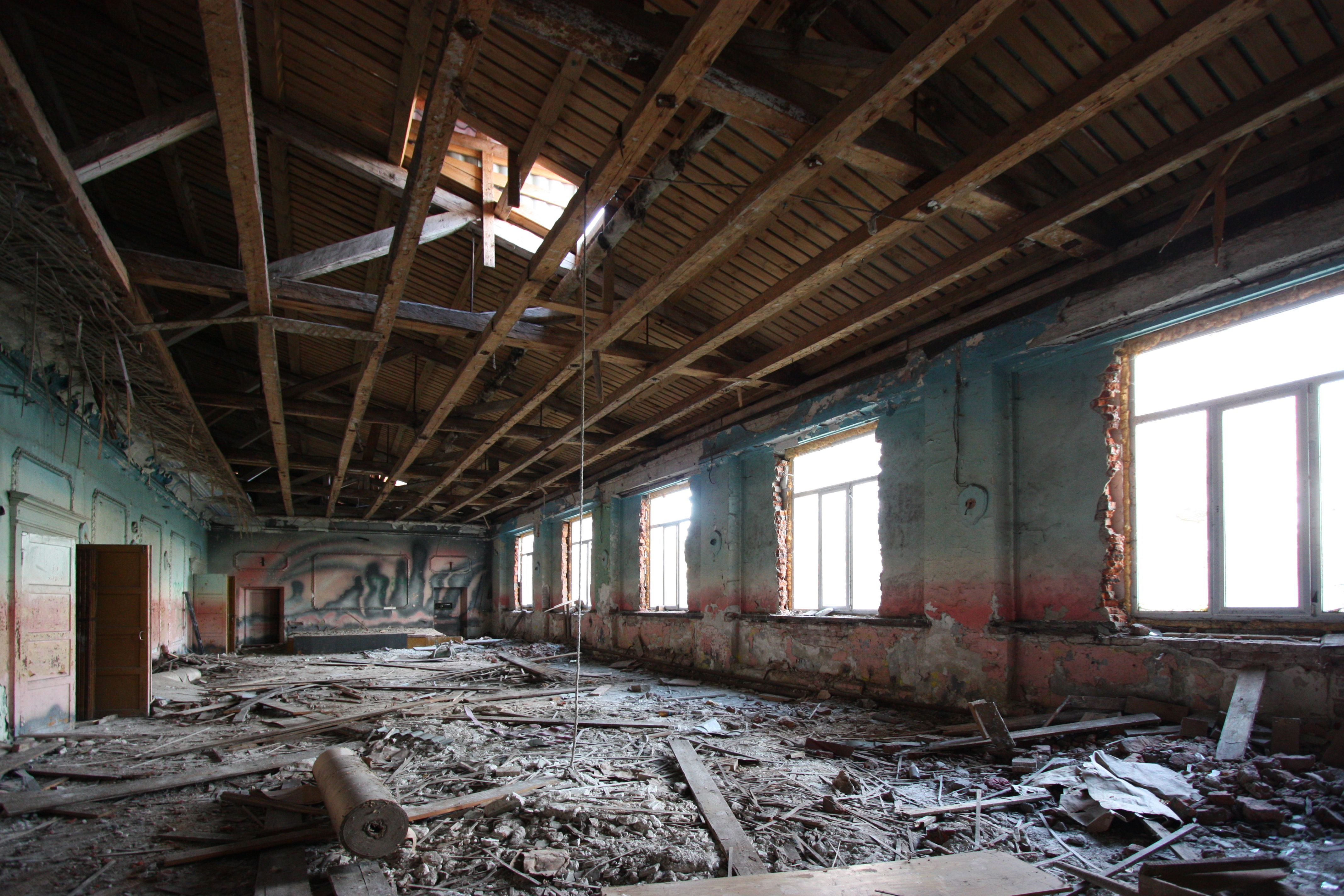
Заброшенный дом культуры в Кашире